# 1652 en science
| Années de la science : 1649 - 1650 - 1651 - 1652 - 1653 - 1654 - 1655    |
| Décennies de la science : 1620 - 1630 - 1640 - 1650 - 1660 - 1670 - 1680 |

Cet article présente les faits marquants de l'année 1652 en science.

## Publications
- Nicholas Culpeper : The English Physitian, or, An astrologo-physical discourse on the vulgar herbs of this nation, being a compleat method of physick, whereby a man may preserve his body in health, or cure himself, being sick, un herbier
- Jean François : La science de la geographie divisée en trois parties, qui expliquent les divisions, les universalités, & les particularités du globe terrestre. Premiere partie. Des divisions geographiques[1], 1652, Jean Hardy, Rennes  ; disponible sur Gallica.

## Naissances

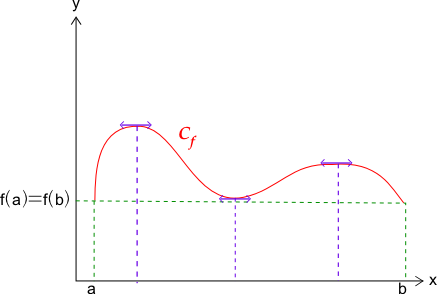
Illustration du théorème de Rolle

- 3 janvier : Guillaume Homberg (mort en 1715), chimiste néerlandais-français. Il a découvert l'acide borique, qui s'appelait "Sal Sedativum Hombergi", et une espèce de chlorure de calcium phosphorescent appelé "Phosphore d'Homberg".
- 21 avril : Michel Rolle (mort en 1719), mathématicien français, auteur du théorème de Rolle et de la notation : {\displaystyle {\sqrt[{n}]{x}}}.
- 25 décembre : Archibald Pitcairne (mort en 1713), médecin écossais.

## Décès

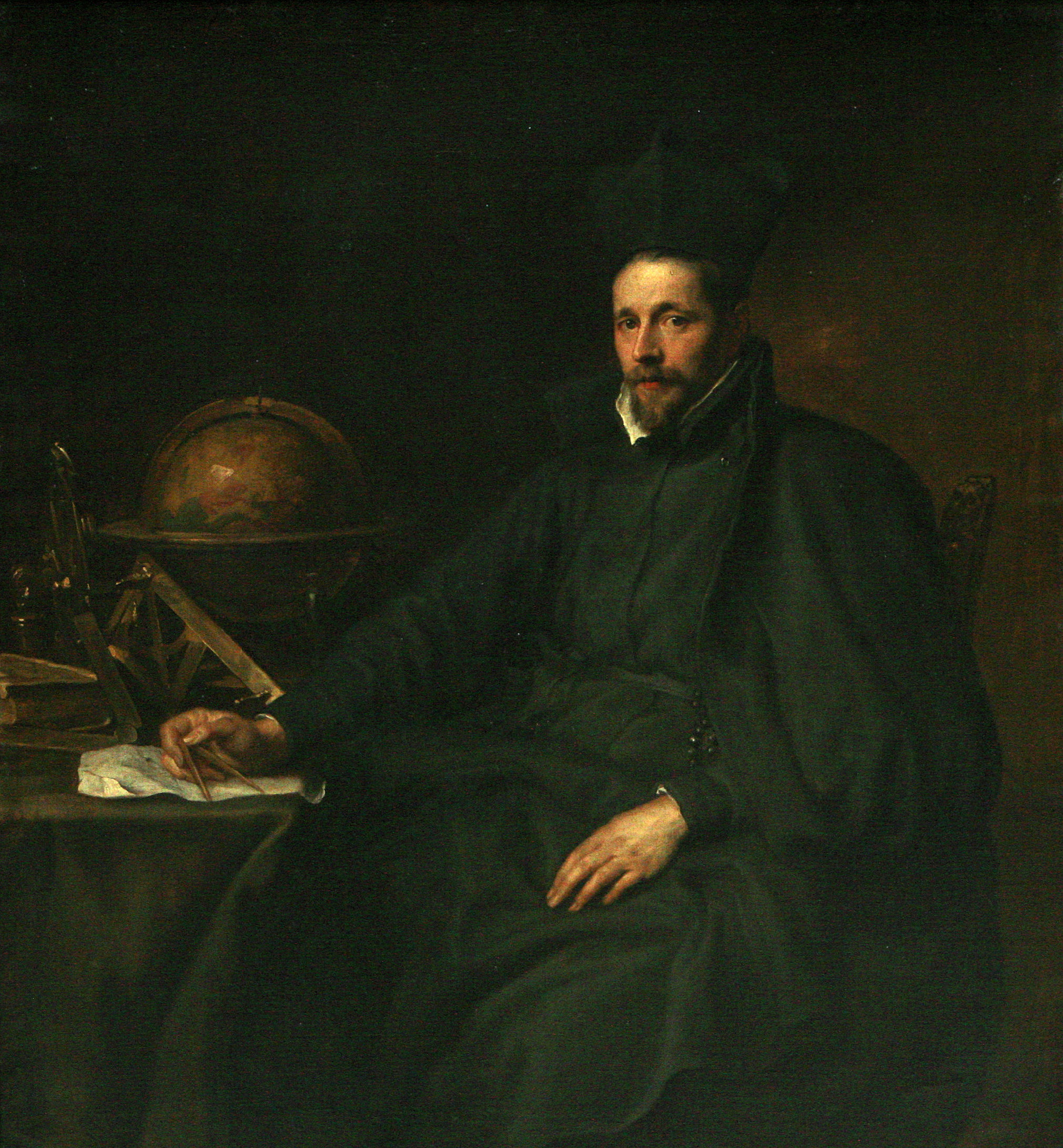
Portrait de Jean-Charles della Faille, par Antoine van Dyck.

- 4 juillet : François Vautier (né en 1589), médecin et botaniste français.
- 18 août : Florimond de Beaune (né en 1601), juriste et mathématicien amateur français qui produisit la première introduction notable à la géométrie cartésienne (de Descartes).
- 4 novembre : Jean-Charles della Faille (né en 1597), jésuite et mathématicien brabançon.
- 21 novembre : Jan Brożek (né en 1585), mathématicien, astronome, médecin, poète, écrivain et musicien polonais.
- 10 décembre : Michel Cuvelier (né en 1600), mathématicien et écrivain jésuite belge.